# Brantice
Brantice (německy Bransdorf,, polsky Brancice) jsou obec v okrese Bruntál. Žije zde přibližně 1 400 obyvatel.

## Název
Základem jména vesnice bylo osobní jméno Branta, domácká podoba jména Branimír nebo Bransúd. Výchozí podoba Brantici byla pojmenováním obyvatel vsi a znamenala „Brantovi lidé“. Německé jméno pochází z českého.

## Historie
První písemná zmínka o vsi pochází z roku 1222 z darovací listiny markraběte Vladislava Jindřicha, který daroval ves komořímu Bernhardovi. V roce 1377 připadla ves ke Krnovskému knížectví. V roce 1449 je v obci zmiňována tvrz. 
V sedmdesátých letech 16. století v místě staré tvrze vystavěl kancléř Jeroným Reinwald zámek. V roce 1711 byla zahájená přestavba zámku (majitel Bohumil Tracha z Březí). V roce 1901 se stali majiteli Lichtenštejnové. Dlouhou dobu po válce byl zámek využívaný jako sklad léčiv. V letech 1890–1900 byl založen zámecký park.

## Přírodní poměry
Obec Brantice sousedí na severu s Hošťálkovy, na severovýchodě a východě s Krnovem, na jihu s Býkovem-Láryšovem a Lichnovem a na západě se Zátorem, Čakovou a Krasovem. Od okresního města Bruntál je vzdálena 14 km a od krajského města Ostrava 54 km.
Geomorfologicky patří Brantice k provincii Česká vysočina, subprovincii Krkonošsko-jesenické (Sudetské), oblasti Jesenické (Východosudetské) (geomorfologický celek Nízký Jeseník, podcelek Brantická vrchovina). 
Nejvyšším vrcholem je Uhlák (667/666 metrů) na severní hranici s Hošťálkovy, dále Radimský kopec (638 metrů), Bednářský vrch na hranici s Krnovem (588 metrů), Dubový vrch (529/528 metrů), na jižní straně je nejvyšší Kamenný vrch (531 metrů). 
Na pahorku Kopřivné se nachází přírodní rezervace Radim (rozloha necelých 20 hektarů), s jedinečným zbytkem jedlobučiny, místy suťového charakteru s původním jesenickým modřínem, s vtroušeným klenem a jilmem horským.
Území Brantic patří do povodí Odry, resp. Opavy, které také protéká středem obce směrem z jihozápadu (z Louček) na severovýchod (do Krnova). V Branticích přijímá ze severovýchodu přitékající říčku Krasovku; ta protéká osadou Radimí, ve které se nachází i stejnojmenný rybník.
Katastrální území měří 2671 ha. Území obce pokrývá z 43,5 % zemědělská půda (28 % orná půda, 12,5 % louky a pastviny), z 49,5 % les a z 4 % zastavěné a ostatní (např. průmyslové) plochy.

## Obyvatelstvo
| Rok            | 1869  | 1880  | 1890  | 1900  | 1910  | 1921  | 1930  | 1939  | 1950  | 1961  | 1970  | 1980  | 1991  | 2001  | 2011  | 2021  |
| -------------- | ----- | ----- | ----- | ----- | ----- | ----- | ----- | ----- | ----- | ----- | ----- | ----- | ----- | ----- | ----- | ----- |
| Počet obyvatel | 1 659 | 1 726 | 1 759 | 1 598 | 1 716 | 1 807 | 2 120 | 2 116 | 1 376 | 1 467 | 1 394 | 1 200 | 1 100 | 1 174 | 1 257 | 1 336 |
| Počet domů     | 265   | 262   | 265   | 282   | 325   | 339   | 392   | —     | 377   | 322   | 330   | 318   | 362   | 398   | 444   | 491   |

| Rok            | 1869  | 1880  | 1890  | 1900  | 1910  | 1921  | 1930  | 1939  | 1950  | 1961  | 1970  | 1980 | 1991 | 2001 | 2011  | 2021  |
| -------------- | ----- | ----- | ----- | ----- | ----- | ----- | ----- | ----- | ----- | ----- | ----- | ---- | ---- | ---- | ----- | ----- |
| Počet obyvatel | 1 126 | 1 168 | 1 222 | 1 117 | 1 211 | 1 327 | 1 599 | 1 561 | 1 058 | 1 119 | 1 046 | 938  | 886  | 956  | 1 005 | 1 117 |
| Počet domů     | 177   | 176   | 178   | 191   | 219   | 234   | 283   | —     | 278   | 242   | 243   | 244  | 271  | 300  | 338   | 378   |

## Obecní správa

### Části obce
- Brantice (k. ú. Brantice)
- Radim (k. ú. Radim u Brantic)

### Obecní symboly
Ve znaku obce jsou tři figury, které znázorňují počet tří historických vsí Brantice a Radim (zlatá radlice), Radimek (stříbrné kolo). Stříbrný drak ve zlaté zbroji chrlící červený oheň pochází z erbu Trachů z Březí majitelů panství v období 1668–1711. Barvy žlutá a modrá značí historické spojení s krnovským knížectvím.
Znak a vlajka byly obci uděleny rozhodnutím předsedy Poslanecké sněmovny Parlamentu České republiky dne 22. ledna 2001.

## Doprava

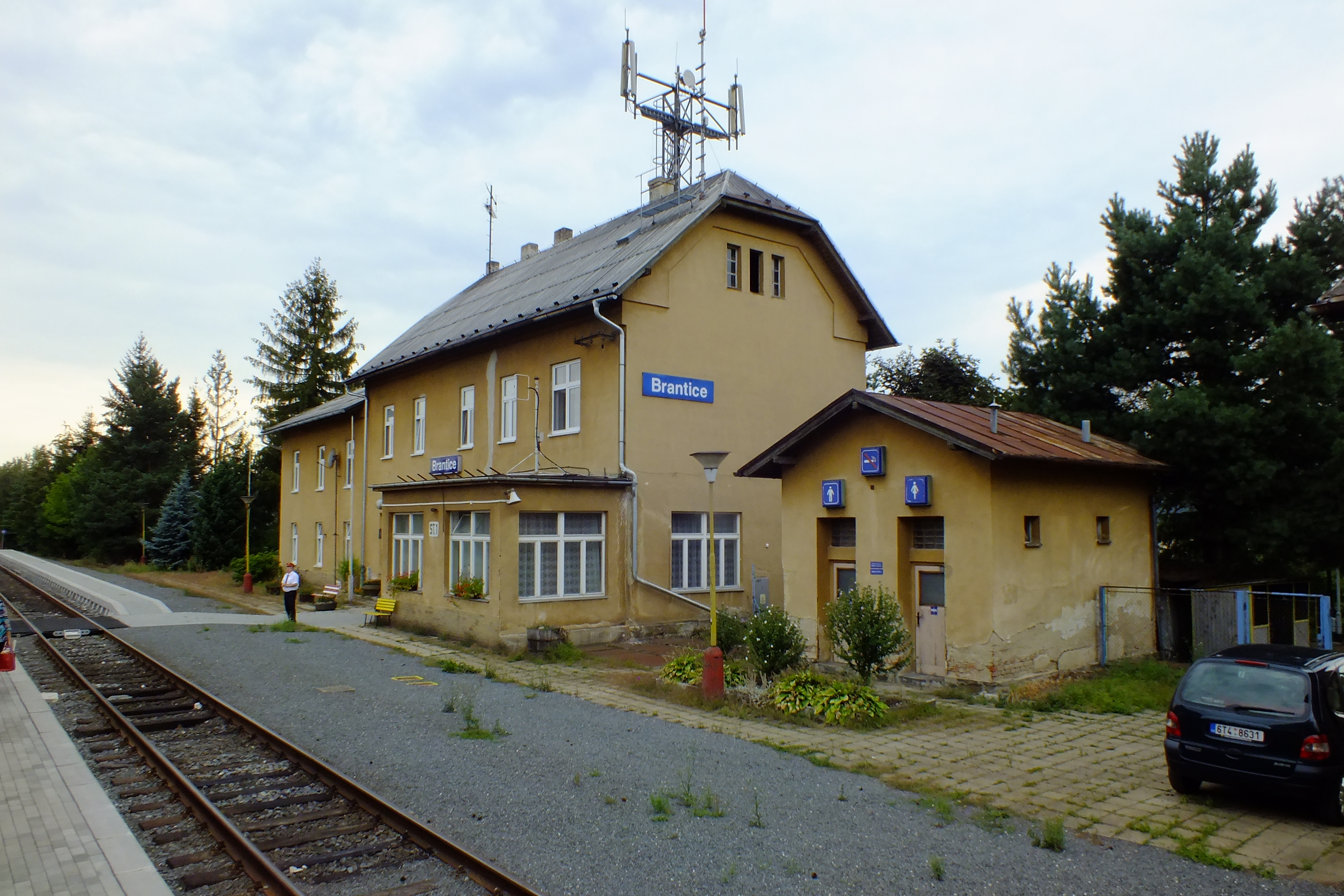
Železniční stanice Brantice

Vesnice leží na železniční trati Olomouc – Opava východ, na které leží stejnojmenná stanice. Obcí prochází silnice I/45.

## Pamětihodnosti
Ve vsi stojí památkově chráněný brantický zámek (venkovské šlechtické sídlo s parkem, sochami a kamenným mostem: původně renesanční zámek, později barokně přestavěný a klasicistně upravovaný), kostel Nanebevzetí Panny Marie (původně gotický, renesančně přestavěn a později barokizován) a bývalá fara (čp. 163: barokní z roku 1687, upravena v polovině 18. století) je kulturní památkou ČR. K dalším pamětihodnostem patří socha svatého Jana Nepomuckého.

## Galerie

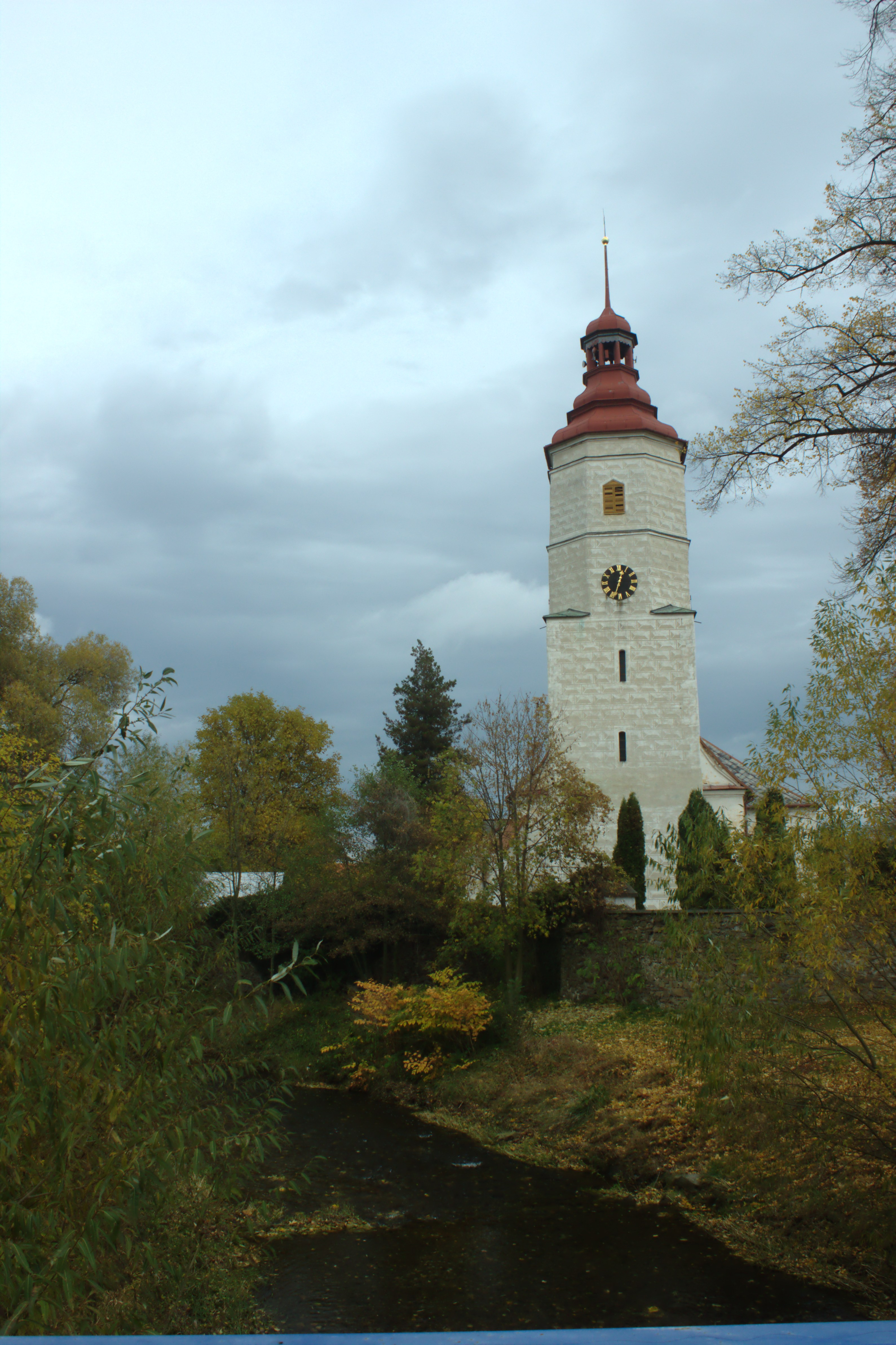
Kostel Nanebevzetí Panny Marie
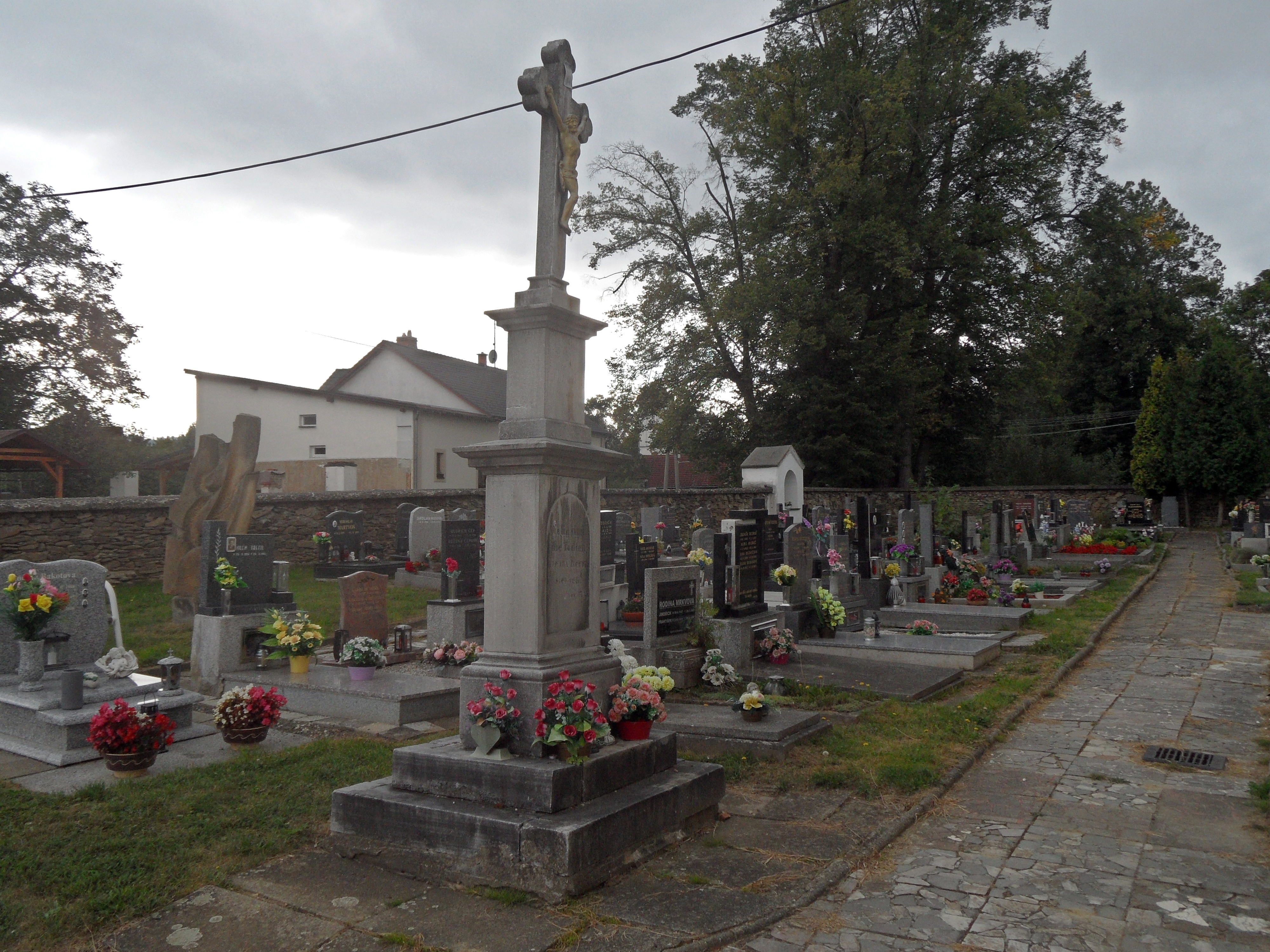
Hřbitov u kostela
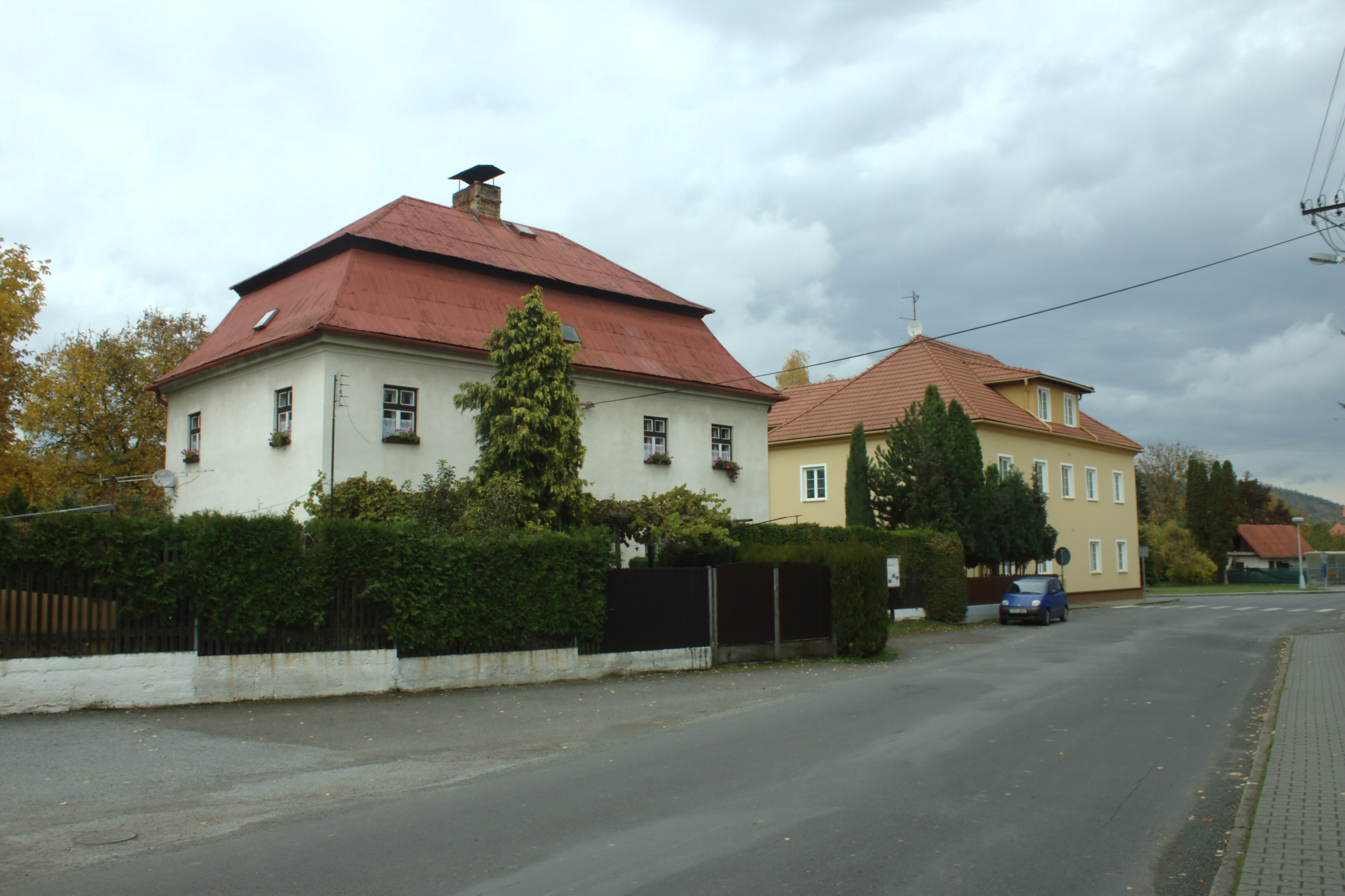
Fara
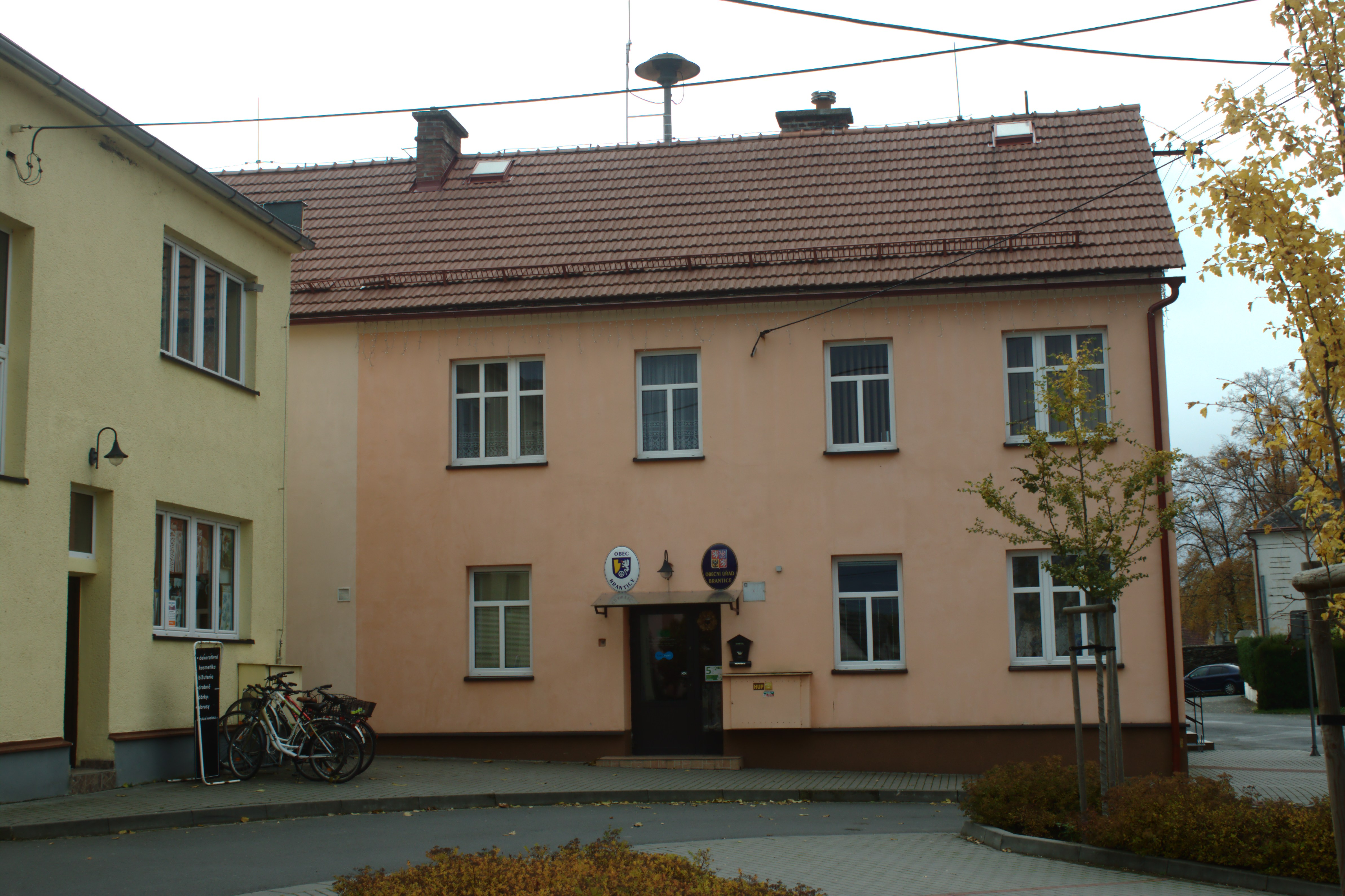
Obecní úřad
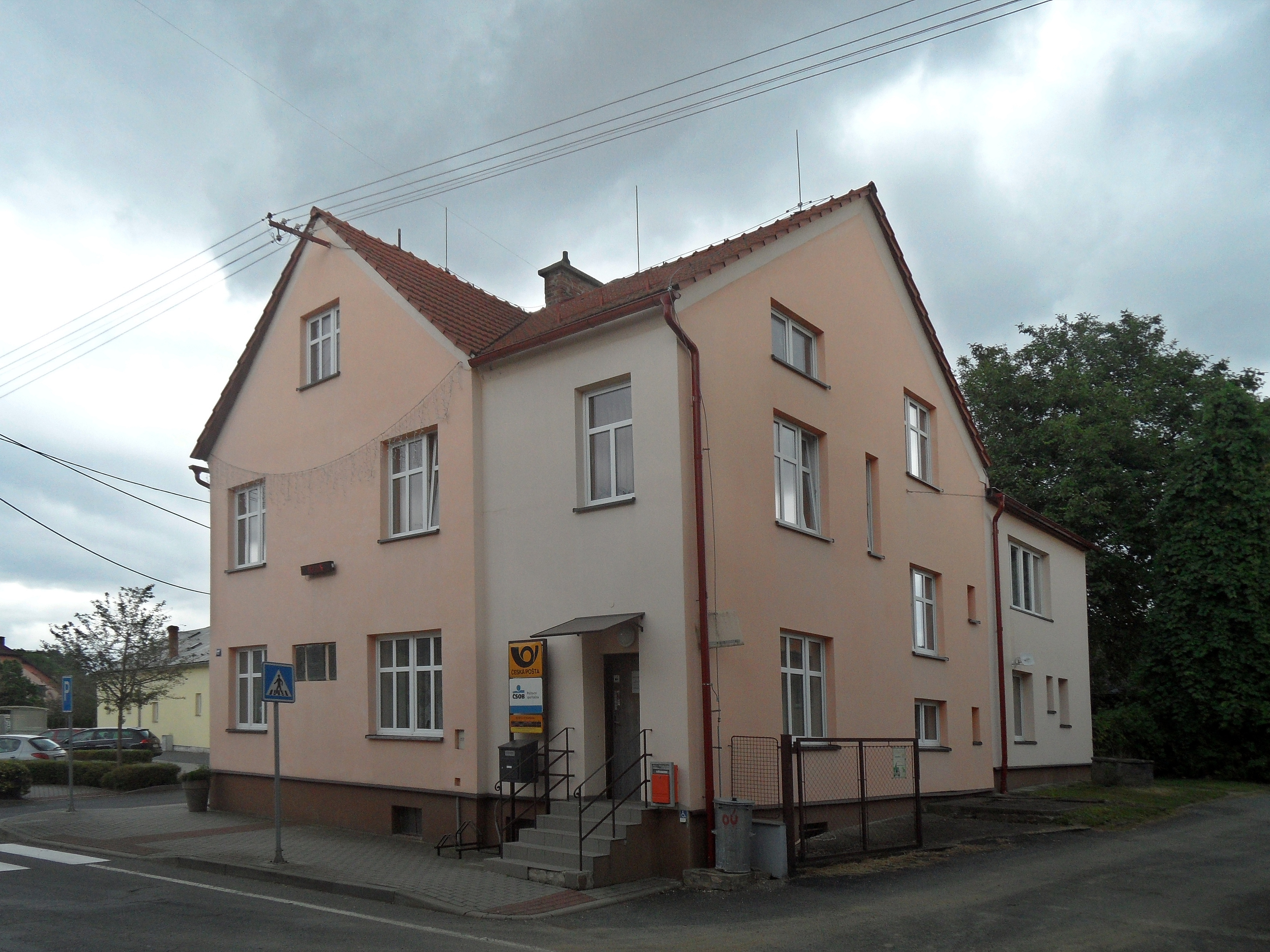
Pošta